# Toni Brutscher
Toni Brutscher (* 15. November 1925 in Oberstdorf; † 16. November 1983 ebenda) war ein deutscher Skispringer und Musiker.

## Werdegang
Brutscher wurde im Jahre 1943 als Siebzehnjähriger zum Kriegsdienst eingezogen und erlitt 1944 eine schwere Kriegsverletzung, die seine Karriere beinahe frühzeitig beendet hätte. Man ging davon aus, dass er gelähmt bleiben würde, womit Brutscher sich jedoch nicht abfinden wollte. Bereits 1946 sprang er wieder von der Schattenbergschanze.
1949 war Brutscher zusammen mit Heini Klopfer, Sepp Weiler und Max Bolkart am Bau der Skiflugschanze in Oberstdorf beteiligt.
Im gleichen Jahr gewann Brutscher erstmals die deutsche Meisterschaft, was er im Jahre 1955 wiederholen konnte. Bei den Olympischen Spielen 1952 in Oslo belegte er den 4. Rang. Bei der Vierschanzentournee 1953 wurde er nach einem dritten Rang in Garmisch-Partenkirchen, einem siebenten Platz in Oberstdorf und Innsbruck sowie einem 12. Rang in Bischofshofen am Ende Vierter der Gesamtwertung. Es sollte die beste Platzierung der Tournee in seiner aktiven Karriere werden. Ein Jahr später bei der Vierschanzentournee 1953/54 blieb ihm ein Podestplatz verwehrt. Zudem startete er nicht in Innsbruck. Bestes Einzelergebnis waren zwei neunte Plätze in Oberstdorf und Garmisch. Auch 1954/55 musste er sich der starken Konkurrenz geschlagen geben. Erst zur Vierschanzentournee 1955/56 konnte er zumindest zeitweise deutlich bessere Ergebnisse erzielen. So wurde er in Oberstdorf Fünfter.
Für die folgenden Olympischen Spiele 1956 in Cortina d’Ampezzo war Brutscher qualifiziert, konnte jedoch wegen einer Krankheit nicht teilnehmen. Bei der Vierschanzentournee 1956/57 erreichte Brutscher in Oberstdorf den dritten Rang, brach die Tournee aber nach Rang 40 in Garmisch-Partenkirchen ab. Ende 1957 startete er erneut in Oberstdorf, kam aber über Rang 56 nicht hinaus. Dies war sein letztes Tourneespringen.
1960 trat Brutscher offiziell zurück und beendete seine aktive Karriere mit einem Sprung von der Skiflugschanze in Oberstdorf 1961.
Brutscher starb einen Tag nach seinem 58. Geburtstag nach schwerer Krankheit in seiner Heimat Oberstdorf.

## Musik
Bekannt wurde Toni Brutscher in den 1950er Jahren auch durch das Toni Brutscher Trio, mit dem er als Spieler der Ziehharmonika die LP Rund ums Nebelhorn aufnahm. Zusammen mit dem Trettach-Trio gehört das Toni Brutscher Trio zu den Pionieren der Allgäuer Trio-Musik.

## Auszeichnungen
1952 verlieh Bundespräsident Theodor Heuss Brutscher das Silberne Lorbeerblatt.